# 鄭炳章
鄭炳章（?—?），福建省福州府侯官縣人，清朝政治人物、同進士出身。
光緒十八年（1892年），参加光緒壬辰科殿試，登進士三甲123名。同年五月，著交吏部掣签分发各省，以知县即用